# Shooting Star (сингл XG)
«Shooting Star» (с англ. — «Летящая звезда») — третий англоязычный сингл японской гёрл-группы XG. Выпущен 25 января 2023 года в форматах цифровой дистрибуции, компакт-диска и стриминга лейблами XGALX, Genie Music и Stone Music Entertainment. Состоит из двух треков, включая одноимённую песню и би-сайд «Left Right». Продюсером выступил южнокорейский композитор JAKOPS.
Концептуально сингл вдохновлён тематикой 1990-х—2000-х годов, стилистически сочетая в себе R&B и хип-хоп.
Песня из сингла «Left Right» заняла 35 место в чарте Billboard Pop Airplay. В качестве продвижения сингла группа выступила на нескольких музыкальных японских и южнокорейских шоу.
7 апреля 2023 года группа выпустила 2 ремикса на песню «Shooting Star», а 5 мая группа выпустила ещё один ремикс на песню «Left Right» при участии Джексона Вана и Сиары.

## История
1 января 2023 года группа в своём блоге объявила название нового сингла — «Shooting Star». Би-сайдом на сингле, как сообщалось, должен был стать трек «Left Right».
C 5 по 7 января группа опубликовала серию промо-фотографий в ретро-стилистике. Как отмечало издание allkpop, девушки на фотографиях перевоплотились в образы «доставщиц добра».
18 января на официальном YouTube-канале группы был опубликован тизер музыкального клипа на песню «Shooting Star».

### Выпуск
25 января 2023 года сингл был выпущен на всех стриминговых площадках вместе с музыкальным клипом на песню «Shooting Star». Продюсером сингла выступил южнокорейский композитор JAKOPS.
13 февраля группа выпустила музыкальный клип на песню «Left Right».
7 апреля 2023 года группа одним релизом выпустила 2 ремикса на песню «Shooting Star». Продюсером ремиксов выступил JAKOPS. Первый ремикс записан при участии американской рэп-исполнительницы Rico Nasty, а второй — при участии Kago Pengchi.
5 мая 2023 года группа, вместе с Джексоном Ваном и Сиарой, выпустила ремикс на песню «Left Right».

## Продвижение
27, 28, 29 января и 2 февраля группа выступила с песней «Shooting Star» на южнокорейских шоу Music Bank (на илл.), Show! MusicCore, inkigayo и M! Countdown соответственно. 4 и 9 февраля коллектив снова исполнил композицию на шоу Show! MusicCore и M! Countdown соответственно.

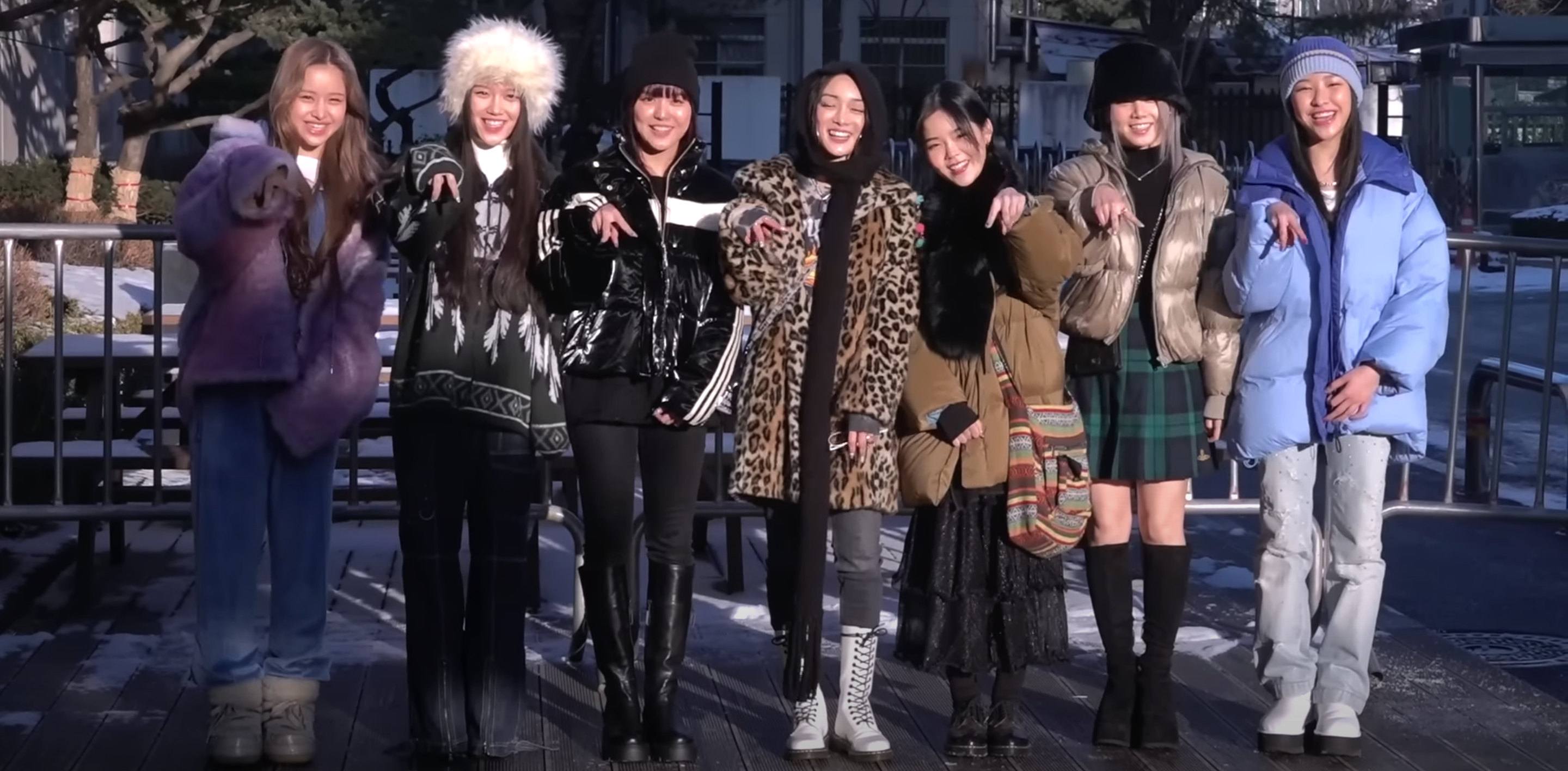
XG на Music Bank, 27 января.

7 февраля группа выпустила перформанс-клип на песню «Shooting Star». 11 и 16 февраля XG выступили с песней «Left Right» на южнокорейских шоу Show! MusicCore и M! Countdown соответственно, а 21 февраля исполнили «Shooting Star» на южнокорейском шоу The Show. 17 апреля, на Коачелле, Джексон Ван и Сиара выступили с кавером на «Left Right».

## Приём
Риддхи Чакраборти из Rolling Stone описывает песню «Shooting Star», как трек с упором на бас-линию, сочетающий в себе хип-хоп с влияниями трэпа. Он отмечает, что девушки подчёркивают в тексте свою «целеустремлённость» и «желание подняться на вершину». IANS из OutlookIndia отмечает в «Left Right» синтезаторные семплы. Композиция описывалась обозревателями как «захватывающая песня», совмещающая звучание трэпа, хип-хопа и R&B, а Ханна Рэйчел Абрахам из Teen Vogue указала на «влияние lo-fi-[индустрии] на песню».
The First Time описал «Shooting Star (Chill Remixx)», как «переосмысление оригинальной песни» со спокойной атмосферой. Ремикс записан в жанрах транс и чилаут. В ремиксе на «Left Right» отмечается переработка композиции оригинальной песни, что позволяет Джексону и Сиаре органично спеть свои партии.

## Коммерческий успех
Песня «Shooting Star» дебютировала в чартах iTunes, YouTube и в вирусной сотне от Spotify на первых местах в более чем в 40 странах, включая США, Великобританию, Японию, Республику Корею и Канаду. Также она заняла высокие позиции в региональных чартах Венгрии, Таиланда, Японии и Сингапура.
Песня «Left Right», которая также занимает высокие позиции в чартах Японии, США и Сингапура, попала в ротации на американские радио, благодаря чему смогла занять 35 место в чарте Billboard Pop Airplay.

## Название
Кокона в интервью для NME рассказала, что идея сингла в том, чтобы «доверять себе и быть тем, кем хочешь быть».
«Shooting Star», по словам исполнительниц, — это песня о «мечте группы быть известными по всему миру», а «Left Right» — об «эмоциональной поддержке». Кокона рассказывает, что в «Shooting Star» затрагиваются и мечты фанатов группы, исполнителями которых девушки стремятся быть. Девушки поют о том, что «нужно оставаться уверенным» и «не поддаваться осуждениям окружающих», двигаясь к своей мечте.

## Музыкальный клип
Музыкальный клип на «Shooting Star» вдохновлён эстетикой 1990-х—2000-х годов. Риддхи Чакраборти из Rolling Stone отмечает красочность клипа, которая выражается в его визуальном оформлении и разнообразии сцен. Риддхи также особо выделил хореографию и сцены, снятые объективом фиш-ай.
Музыкальный клип на «Left Right» снят в визуальном стиле 1960-х—1970-х годов, а основу сюжетной линии составляет путешествие певиц по космосу к неизведанным планетам на ретро-футуристичном корабле. IANS из OutlookIndia отмечал, как контрастирует минималистичное стильное выступление [в клипе] с нарядами из 70-х, в которые одеты девушки. Эли Ордонес из NME отметил «футуристичность» и «космо-тематику» клипа.

## Список композиций
| №                   | Название            | Текст песни | Музыка | Аранжировка                           | Длительность |
| ------------------- | ------------------- | --- | --- | ------------------------------------- | ------------ |
| 1.                  | «Shooting Star»     | JAKOPS Джейсон Даксон Шелдон Бади-младший Olay Бруклин Кенайся Джонсон Амарри Гилдерслив По Леос Патрик «J. Que» Смит Dayday | JAKOPS Xansei Шонн Боуи Клинт Форд Мэтт Кали Шелдон Бади-младший Джейсон Даксон Olay Патрик «J. Que» Смит По Леос Рэмбо Кей Амелия Мур Бруклин Кенайся Джонсон Амарри Гилдерслив | Xansei Шонн Боуи Клинт Форд Мэтт Кали | 3:24         |
| 2.                  | «Left Right»        | Chancellor JAKOPS Knave Purple                                                                                               | Chancellor JAKOPS Knave Purple | Chancellor Purple                     | 3:28         |
| Общая длительность: | Общая длительность: | Общая длительность: | Общая длительность: | Общая длительность:                   | 6:51         |

| №                   | Название                                  | Музыка | Аранжировка                           | Длительность |
| ------------------- | ----------------------------------------- | --- | ------------------------------------- | ------------ |
| 3.                  | «Shooting Star» (Инструментальная версия) | JAKOPS Xansei Шонн Боуи Клинт Форд Мэтт Кали Шелдон Бади-младший Джейсон Даксон Olay Патрик «J. Que» Смит По Леос Рэмбо Кей Амелия Мур Бруклин Кенайся Джонсон Амарри Гилдерслив | Xansei Шонн Боуи Клинт Форд Мэтт Кали | 3:24         |
| 4.                  | «Left Right» (Инструментальная версия)    | Chancellor JAKOPS Knave Purple | Chancellor Purple                     | 3:28         |
| Общая длительность: | Общая длительность:                       | Общая длительность: | Общая длительность:                   | 13:44        |

| №                   | Название                                       | Текст песни | Музыка | Аранжировка                           | Длительность |
| ------------------- | ---------------------------------------------- | --- | --- | ------------------------------------- | ------------ |
| 1.                  | «Shooting Star» (Bars Remixx feat. Rico Nasty) | JAKOPS Джейсон Даксон Шелдон Бади-младший Olay Бруклин Кенайся Джонсон Амарри Гилдерслив По Леос Патрик «J. Que» Смит Dayday Rico Nasty | JAKOPS Xansei Шонн Боуи Клинт Форд Мэтт Кали Шелдон Бади-младший Джейсон Даксон Olay Патрик «J. Que» Смит По Леос Рэмбо Кей Амелия Мур Бруклин Кенайся Джонсон Амарри Гилдерслив | Xansei Шонн Боуи Клинт Форд Мэтт Кали | 3:24         |
| 2.                  | «Shooting Star» (Chill Remixx)                 | JAKOPS Джейсон Даксон Шелдон Бади-младший Olay Бруклин Кенайся Джонсон Амарри Гилдерслив По Леос Патрик «J. Que» Смит Dayday            | JAKOPS Kago Pengchi | JAKOPS Kago Pengchi                   | 3:17         |
| Общая длительность: | Общая длительность:                            | Общая длительность: | Общая длительность: | Общая длительность:                   | 6:41         |

| №                   | Название                                        | Автор(ы)                       | Продюсирование      | Длительность |
| ------------------- | ----------------------------------------------- | ------------------------------ | ------------------- | ------------ |
| 1.                  | «Left Right» (при участии Ciara и Jackson Wang) | Chancellor JAKOPS Knave Purple | JAKOPS              | 4:32         |
| Общая длительность: | Общая длительность:                             | Общая длительность:            | Общая длительность: | 4:32         |

## Чарты
| Чарт (2023)                           | Высшая позиция |
| ------------------------------------- | -------------- |
| Венгрия (Mahasz)                      | 32             |
| Мир (без США) (Billboard)             | 144            |
| Сингапур (RIAS)                       | 23             |
| Сингапур (Региональный, RIAS)         | 7              |
| Таиланд (Международный, JOOX)         | 2              |
| Япония (100 горячих, Billboard Japan) | 26             |
| Япония (Комбинированный, Oricon)      | 27             |
| Япония (Цифровых продаж, Oricon)      | 17             |

| Чарт (2023)                          | Высшая позиция |
| ------------------------------------ | -------------- |
| Сингапур (Региональный, RIAS)        | 22             |
| США (Поп-музыка на радио, Billboard) | 29             |
| США (Вирусных, Spotify)              | 14             |
| США (Поп-музыка на радио, Mediabase) | 25             |
| Япония (Цифровых продаж, Oricon)     | 29             |

## Продажи
| Чарт (2023)                      | Работа          | Количество продаж | Прим.         |
| -------------------------------- | --------------- | ----------------- | ------------- |
| Япония (Цифровых продаж, Oricon) | «Shooting Star» | 4151 (Циф.)       | [ 41 ] [ 47 ] |
| Япония (Цифровых продаж, Oricon) | «Left Right»    | 1842 (Циф.)       | [ 41 ] [ 47 ] |

## История релиза
| Регион           | Дата           | Формат                                     | Версия                                                                   | Лейбл                                       | Ист.   |
| ---------------- | -------------- | ------------------------------------------ | ------------------------------------------------------------------------ | ------------------------------------------- | ------ |
| Япония           | 25 января 2023 | Цифровая дистрибуция компакт-диск стриминг | Оригинальная (сингл)                                                     | XGALX                                       | [ 3 ]  |
| Мир              | 25 января 2023 | Цифровая дистрибуция стриминг              | Оригинальная (сингл)                                                     | XGALX                                       | [ 3 ]  |
| Республика Корея | 25 января 2023 | Цифровая дистрибуция стриминг              | Оригинальная (сингл)                                                     | Genie Music Stone Music Entertainment       | [ 1 ]  |
| Мир              | 7 апреля 2023  | Цифровая дистрибуция стриминг              | Релиз «Shooting Star Remixx (Prod. by JAKOPS)»                           | XGALX                                       | [ 6 ]  |
| Республика Корея | 7 апреля 2023  | Цифровая дистрибуция стриминг              | Релиз «Shooting Star Remixx (Prod. by JAKOPS)»                           | Genie Music Stone Music Entertainment XGALX | [ 48 ] |
| Мир              | 5 мая 2023     | Цифровая дистрибуция стриминг              | Сингл «Left Right Remixx (feat. Ciara & Jackson Wang) [Prod. by JAKOPS]» | XGALX                                       | [ 49 ] |
| Республика Корея | 5 мая 2023     | Цифровая дистрибуция стриминг              | Сингл «Left Right Remixx (feat. Ciara & Jackson Wang) [Prod. by JAKOPS]» | Genie Music Stone Music Entertainment XGALX | [ 34 ] |